# Elías Ochoa Daza
Elías Guillermo Ochoa Daza (nacido en Patillal, Valledupar, Cesar) es un político colombiano.
Fue alcalde en dos ocasiones de la ciudad de Valledupar, Cesar.

## Biografía
Estudió bachillerato en el colegio Ateneo El Rosario de Valledupar y luego estudió Ingeniería Industrial en la Universidad de Antioquia en Medellín. Trabajó como docente de la Universidad Popular del Cesar.
En Valledupar fue fundador del Movimiento de Renovación Liberal (MRL). Trabajó como gerente de la empresa de acueducto y alcantarillado de Valledupar, Emdupar y la empresa de teléfonos, Telecom.

### Alcalde de Valledupar (1995-1997)
Ochoa Daza fue alcalde de Valledupar entre el 1 de enero de 1995 y el 31 de diciembre de 1997. En su administración gestionó la construcción de la Central de Abastos para la ciudad de Valledupar. Fue gestor de la creación del Área metropolitana de Valledupar.

### Secuestrado por las FARC-EP
El 22 de marzo de 1998, Ochoa Daza y sus hermanos Eliécer y Víctor, visitaban una de sus fincas llamada Villa Elida en el municipio de El Paso, Cesar, que colinda con el río Ariguaní. Guerrilleros del Frente 41 de las Fuerzas Armadas Revolucionarias de Colombia - Ejército del Pueblo bajo órdenes de alias Simón Trinidad, ingresaron a la finca y se llevaron secuestrados a Ochoa Daza y a Eliécer, mientras que Víctor logró escapar.  Las FARC-EP internó a los hermanos secuestrados en las montañas de la Serranía del Perijá. 
En septiembre, Eliécer fue liberado y luego el 28 de octubre, las FARC-EP liberaron a Ochoa Daza tras el pago de una gruesa suma de dinero por la extorsión. El 28 de noviembre de 1998, su otro hermano, Víctor fue secuestrado, esta vez por una cuadrilla del frente 6 de diciembre de la guerrilla del Ejército de Liberación Nacional (ELN). El secuestro de Víctor también fue extorsivo y la familia Ochoa Daza pagó otra suma de dinero por su liberación, que se dio finalmente el 28 de junio de 1999. En abril de 2000, el menor de los hermanos, José María, fue secuestrado por el mismo grupo guerrillero del ELN, en su finca 'Las Tangas' al norte de Valledupar, donde sembraba un cultivo de arroz. El ELN finalmente lo liberó el 20 de junio de ese mismo año.

### Secuestrado por las AUC
El 13 de enero de 2002, Ochoa Daza fue secuestrado nuevamente, pero esta vez por un comando de paramilitares de las Autodefensas Unidas de Colombia (AUC), bajo órdenes de Rodrigo Tovar Pupo, alias Jorge 40. Los paramilitares lo abordaron en su finca y lo secuestraron por 80 días. El secuestro fue extorsivo, pues las AUC le cobraron US$100.000.

### Alcalde de Valledupar (2001-2003)
Durante su gestión como alcalde, Elías Ochoa construyó el Hospital Eduardo Arredondo Daza, la Central de Abastos (Mercabastos), los colegios Milciades Cantillo, Técnico La Esperanza, Consuelo Araújo Noguera, Bello Horizonte y Joaquín Ochoa Maestre.
El 19 de marzo de 2004, Ochoa Daza fue encontrado responsable por firmar contratos de la alcaldía de Valledupar con la Ferretería Cesar, la cual era de propiedad del entonces representante a la cámara Mauro Tapias Delgado (1994-2002), lo que es prohibido por la ley por conflicto de intereses. La Sala Disciplinaria le impuso una multa de 90 salario mínimos.

### Cónsul de Colombia en Barquisimeto
En febrero de 2005, Ochoa Daza fue nombrado cónsul de Colombia en la ciudad de Barquisimeto, Venezuela.

#### Testigo contra Simón Trinidad
En versión ante el Juzgado Penal del Circuito Especializado de Valledupar, Ochoa Daza afirmó que el jefe de las FARC-EP, alias ‘Simón Trinidad’ había dado la orden de su secuestro. Tras la declaración, Ricardo Palmera, alias 'Simón Trinidad fue condenado a 35 años de cárcel. Palmera se encuentra preso en la ADX Florence, en Estados Unidos por narcotráfico y secuestro.

“Alias ‘Octavio’ dirigió la operación de nuestro secuestro, el que estuvo negociando con nosotros en el monte fue alias ‘Caraquemada’, cuando nosotros preguntábamos con quien debíamos hablar para recuperar la libertad, nos dijeron que el único que podía tomar decisiones era el comandante ‘Simón’” - Elías Ochoa Daza.

#### Enfrentamiento con los Araújo Castro
En 2006, ante los temores de haber declarado en contra del jefe guerrillero de las FARC-EP, alias 'Simón Trinidad' y la presencia impune de esa guerrilla en Venezuela dada por el gobierno de Hugo Chávez, Ochoa Daza pidió a la entonces canciller María Consuelo Araujo que lo trasladara fuera de Venezuela y hacia otro país. Ante la negativa, Ochoa Daza atacó a la familia de la canciller; a su padre Álvaro Araujo Noguera y su hermano Álvaro Araujo Castro. Ochoa le entregó al Vicepresidente Francisco Santos Calderón una carta en diciembre de 2006 en la que acusaba a los Araújo de haber planeado su secuestro con las AUC para presionar un acuerdo político que llevara a Álvaro Araújo Castro al senado. Ochoa Daza alegó que su secuestro extorsivo pero además, habría sido político para prevenir su aspiraciones políticas en favor de los candidatos que apoyaron las AUC en el Cesar y que luego desataría el escándalo de la parapolítica.  
Según Ochoa Daza, Álvaro Araujo Noguera le hacía campaña a su hijo Álvaro Araújo Castro al senado, bajo presunta alianza con alias "Jorge 40" para que presionara a los votantes. Ochoa Daza aspiraba a llegar a la gobernación del Cesar, lo que habría puesto en peligro los cálculos electorales que tenía Araújo Noguera. Tras la declaración de Ochoa, la Corte Suprema de Justicia acusó a Araújo Noguera de los delitos de "paramilitarismo" y "secuestro".
Ochoa se retractó al poco tiempo de lo afirmado en su carta en enero de 2007, pero el gobierno del presidente Álvaro Uribe ya había aceptado la renuncia de la canciller María Consuelo Araújo. 
Estuvo en el consulado hasta el 5 de julio de 2007, cuando fue destituido por el canciller Fernando Araújo Perdomo y remplazado por el valduparense, Aníbal José Ariza. La destitución de Ochoa Daza se debió a la presencia en el consulado de Álvaro Araújo Noguera, quien estaba prófugo de la justicia colombiana ante las denuncias por paramilitarismo y paradójicamente la supuesta participación en su secuestro y no haber reportado su presencia a la Interpol o las autoridades colombianas, ni a sus superiores diplomáticos en la cancillería.

### Irregularidades en contratación de colegio
El 20 de junio de 2007, el exalcalde de Valledupar Ochoa Daza fue destituido por la Procuraduría general de la nación, por irregularidades en el contrato No. 017 de 2000 con Alfonso Monsalvo Riviera para la construcción de escuela. El entonces alcalde no exigió la terminación rápida y oportuna de la construcción de un colegio al sur oriente de Valledupar por lo que se generó un sobrecosto de $24 millones de pesos, tampoco sancionó al contratista con multas, ni avisó a las aseguradoras que garantizaban el contrato. Además de los $24 millones, el contratista Monsalvo no invirtió en la obra $110 millones que estaban pendientes. Ochoa Daza fue destituido por tres años en los que se le prohibió ocupar cargos públicos y contratar con el Estado ante su falta, calificada por la Procuraduría como "gravísima a título de dolo".

## Familia
Elías es hijo de Elida Dolores Daza Daza y Joaquín Ochoa, y tiene tres hermanos; Víctor, Eliécer y José María Ochoa Daza y tres hermanas llamadas María Cecilia, Tania y Laudith. Ochoa Daza es nieto por parte de madre de Ana María Daza Morales.
Ochoa Daza se casó con Carmen Alicia Rivera y tuvo un hijo Carlos Elías Ochoa Rivera. Tiene una hija llamada María Victoria Ochoa Mazri. Ochoa Daza tiene dos nietos, Elías Felipe y Laura Lucía Toloza Ochoa